# Темза
Те́мза (англ. Thames [ˈtɛmz], лат. Tamesis, в пределах Оксфорда также А́йзис, англ. Isis) — река на юге Великобритании.
Длина — 330 км, площадь водосборного бассейна — 14 250 км². Средний расход воды на гидрологическом посту Тиддингтон-Кингстон — 78,5 м³/с.
Берёт начало на возвышенности Котсуолд-Хилс, на высоте 108,5 м, протекает в черте Лондона, впадает в Северное море, образуя эстуарий. Ширина реки в черте Лондона — 200—250 м, ширина эстуария — от 650 м (близ восточной окраины Лондона) до 16 км (близ устья). Питание дождевое. Средний расход воды в низовьях 260 м³/с, максимальный — зимой.
Ледостав наблюдается лишь в очень холодные зимы. Нижнее течение Темзы подвержено влиянию приливов (их высота в Лондоне до 6—6,5 м), которые достигают Теддингтона (где русло Темзы перегорожено плотиной). Для защиты прилегающих к Темзе территорий от наводнений, берега нижнего течения реки и эстуария укреплены защитными дамбами, а в городах — набережными.
Судоходна почти на всём протяжении; небольшие баржи доходят до города Лечлейд-он-Темза (311 км от устья). До Лондона поднимаются суда водоизмещением до 800 т, а океанские суда доходят до города Тилбери. На Темзе — столица Великобритании город Лондон, города Оксфорд, Рединг.
Темза соединена старыми каналами (Оксфордский канал и другие.) с Бристольским заливом, Ирландским морем и промышленными районами центральной части страны. На Темзе регулярно проводится Королевская регата Хенли.

## Происхождение названия
Гидроним Темза (среднеангл. Temese) происходит от кельтского названия этой реки — Tamesas (от пракельт. *tamēssa), записанного по-латински как Tamesis и отражённого в современном валлийском Tafwys «Темза». Название предположительно обозначает «тёмная» и сравнивается с ирл. teimheal, валл. tywyll «темнота» (пракельт. *temeslos), ср.-ирл. teimen «тёмно-серый», «тёмный», др.-инд. tamas.
Другие гипотезы возводят название реки к неизвестному доиндоевропейскому субстрату (возможно, родственному пиктскому языку) либо к докельтскому индоевропейскому корню *tã- «таять» (отсюда Темза — букв. «талая», сравни многочисленные названия рек типа Талица).

## Исторические сведения

### Римская эпоха
В эпоху римских завоеваний римские легионы неоднократно доходили до Британии. Свой первый военный поход в Британию Юлий Цезарь совершил в 55 году до н. э. Через год он вернулся туда, но продвинуться дальше ему помешала река, которую он назвал Тамесис (Thamesis). Но покорить бриттов римляне смогли лишь через 90 лет при императоре Клавдии.
В то время земли возле Темзы представляли непроходимые хвойные и лиственные леса вперемешку с болотами. Позднее в 50 километрах от устья реки римляне соорудили деревянный мост — как раз до того места, куда морская вода доходит во время прилива. Именно в этом месте, на северном берегу реки, римляне построили город-порт, который назвали Лондиниум, что означает, согласно некоторым мнениям историков и лингвистов, город или крепость на озере.
В последующие четыреста лет римляне развивали торговые связи с другими народами Европы и привозили из Средиземноморья предметы роскоши, среди которых был даже ливанский кедр. По Темзе доставлялись товары в Лондон из других частей империи, поэтому этот город со своими многочисленными дорогами вскоре стал важным торгово-экономическим центром.

### Средневековье
Римская империя, атакуемая варварами и испытывающая жесточайшие внутренние противоречия, постепенно оставляла свои аванпосты в далёких землях. Из Британии римляне ушли в 410 году н. э. С падением же Римской империи Лондон и берега Темзы постепенно опустели, а торговля пришла в упадок. Вплоть до вторжения Вильгельма Завоевателя в XI веке англосаксонских королей короновали в Кингстоне — поселении в 19 километрах от Лондона вверх по течению реки, где её можно перейти вброд. Вильгельм Завоеватель после своей коронации в Вестминстере в 1066 году построил на территории некогда римского города крепость, известную как лондонский Тауэр. Он хотел усилить свою власть и способствовать торговле, а также контролировать подступы к порту. Торговля снова расцвела, а население Лондона увеличилось до десятков тысяч.
Примерно в 35 километрах западнее Лондона, на известняковой породе, Вильгельм Завоеватель построил другую крепость — Виндзор. Позднее она стала резиденцией английских королей. Сегодня замок — излюбленное место посещения туристов.
В 1209 году в Лондоне было завершено строительство каменного моста через Темзу. Строительство длилось 30 лет. На этом необычном сооружении располагались магазины, дома и даже часовня. Также мост имел две разводные части, а с южной стороны была Саутуорская башня для обороны.
В 1215 году на берегу Темзы близ Виндзора, на лугу Раннимид, король Иоанн Безземельный скрепил печатью известную Великую хартию вольностей. Согласно этой грамоте, король не только гарантировал своим подданным определённые права и свободы, но и подтвердил привилегии Лондона, портов и купечества.
В последующие века активная торговля на берегах Темзы настолько возросла, что река не могла пропустить такое множество кораблей. Двести лет назад на причалах Темзы можно было обслужить только 600 кораблей, в то время как в порту ожидали своей очереди для разгрузки порой до двух тысяч судов. В результате такого скопления воровство груза стало серьёзной проблемой. Ночью воры перерезали швартовые канаты, и суда относило от пирса по течению, где их поджидали маленькие лодки с ворами. Чтобы устранить эту проблему, в Лондоне была создана первая в мире речная полиция, которая действует и поныне.

### Новое время и современность
Однако для разрешения трудностей в работе портов этого было недостаточно. Поэтому в XIX веке Парламент Великобритании одобрил строительство самой большой в мире системы крытых пристаней, которые предстояло построить в низинах вдоль обоих берегов Темзы. В начале 1800-х годов построили Суррейский коммерческий порт, Лондонский порт и другие. Затем в 1855 году был построен Ройял-Виктория-Порт, а в 1880 году — Ройял-Алберт-Порт.
В 1843 году два инженера, отец и сын Марк и Изамбард Брюнель соединили берега Темзы, закончив строительство первого в мире подводного тоннеля протяжённостью 459 метров. Сегодня он является частью метрополитена Большого Лондона. В 1894 году было завершено строительство Тауэрского моста — одной из достопримечательностей Лондона. Разводные части открываются на 76 метров, и между двумя башнями проходят большие корабли.
В 1858 году была настолько сильна загрязнена промышленными отходами и фекалиями из-за отсутствия нормальной системы канализации, что событие приобрело название «Великое зловоние».
К началу XX века лондонская система портов была хорошо отлажена и стала обслуживать все бо́льшее число огромных судов. Когда в 1921 году закончилось строительство последнего порта, названного в честь короля Георга V, Лондон стал «самой большой и самой богатой портовой системой в мире».

## Высшее общество на берегах Темзы
В средние века дороги в Лондоне были немощёными и плохими, а зимой часто непроходимыми. Поэтому долгое время Темза оставалась оживлённой водной магистралью, а суда — самым быстрым и надёжным видом транспорта. По реке раздавались выкрики лодочников Темзы, предлагающих свои услуги. Они собирались у набережной и зазывали пассажиров, чтобы перевезти их на другой берег, вверх или вниз по Темзе, или по её извилистым притокам Флит и Уолбрук. О существовании этих рек теперь напоминают лишь названия лондонских улиц.
Со временем Лондон с его многочисленными величественными дворцами на берегах реки стал все больше походить на Венецию, где жить было престижно. Жить у Темзы вошло в моду среди членов королевской семьи, о чём свидетельствуют дворцы в Гринвиче, Уайтхолле и Вестминстере. В замке Хэмптон-корт когда-то жили члены монаршей семьи, а Виндзорский замок служит королевской резиденцией и поныне.
В 1717 году композитор Георг Гендель сочинил произведение «Музыка на воде» в честь прогулки короля Георга I со своей семьёй по реке. Как отмечалось в одной из газет тех дней, королевскую лодку сопровождало «такое множество лодок, что не было видно самой Темзы». На одной из них, рядом с королевской лодкой, находилось 50 музыкантов. За время 8-километрового путешествия вверх по течению от Вестминстера до Челси они трижды исполнили произведение немецкого композитора Генделя.

## Темза — место отдыха и гуляний
До того как в 1740 году был построен Вестминстерский мост, перебраться пешком на другой берег можно было лишь по Лондонскому мосту, который позднее реконструировали, а в 1820-х на его месте был возведён новый. Опоры, поддерживавшие 19 сводов первоначальной каменной конструкции, в значительной степени препятствовали свободному течению реки. Поэтому за почти шестивековую историю этого моста Темза покрывалась льдом только несколько раз. Когда подобное происходило, устраивали большие «ярмарки на льду». Проводились спортивные состязания, жарили быков. Сюда приходили и члены королевской семьи. Игрушки и книги с надписью «Куплено на Темзе» быстро раскупались. На печатных прессах, установленных на покрытой льдом реке, издавали буклеты с новостями и даже с молитвой «Отче наш».
Ежегодно весной стали проводиться «Гребные гонки» — соревнование между Оксфордским и Кембриджским университетами. Зрители выстраиваются вдоль берегов Темзы между Патни и Мортлейком и болеют за команды. Каждая команда из восьми гребцов преодолевает расстояние около 7 километров менее чем за 20 минут. Впервые это соревнование состоялось в 1829 году в городе Хенли-он-Темс, выше по течению. После того, как его оттуда перенесли, в Хенли стали устраивать Королевскую регату Хенли. Она привлекает лучших гребцов со всего мира, как мужчин, так и женщин. Общая длина дистанции — 1600 метров. Эта летняя регата — одна из первых и популярных в Европе — стала излюбленным ежегодным событием.

## Темза и транспорт
На Темзе действует общественный водный транспорт. Система городских водных маршрутов известна как London River Services. Некоторые маршруты нацелены на туристов и прогулки, другие чаще используются самими лондонцами как обычный общественный транспорт, например, для поездок на работу.
К Олимпиаде 2012 из района Королевских доков в Гринвич через Темзу была запущена канатная дорога Air Line.

## Темзенское водопроводное кольцо
Система водоснабжения Лондона или Темзенское водопроводное кольцо — одна из самых современных в мире систем водоснабжения. Построили её на два года раньше намеченного срока; обошлась система примерно в 375 миллионов долларов. Самый старый лондонский центральный водопровод построен в 1838 году. Через сорок лет в бедных кварталах города за водой, как и прежде, ходили с вёдрами к общественному стояку.
Во времена королевы Виктории инженеры провели воду в частные дома. При прокладке железного трубопровода трубы закладывали на разной глубине под дорогами. Но со временем машин прибавлялось, они тяжелели, грунт вибрировал сильнее; насосное же давление поднимали, чтобы вода доходила в далёкие — иногда за 30 километров — дома, и трубы не выдерживали, лопались. Улицы Лондона постоянно перекрывали для ремонта водопровода. По подсчётам, из-за повреждений в трубах терялось 25 процентов воды, которую брали из водохранилищ Англии.
Потребление воды в Лондоне за последние 150 лет возросло с 330 миллионов до 2 миллиардов литров в день. Возросло в том числе и за счёт стиральных и посудомоечных машин, мойки автомобилей и поливки садов жарким летом. Требовалось усовершенствование столичного водоснабжения. В 1986 году было задумано Темзенское водопроводное кольцо, которое позволило бы улучшить водоснабжение Лондона. Суть проекта состояла в следующем: под городом на средней глубине 40 метров прокладывается трубопровод — тоннель длиной 80 километров и шириной 2,5 метра, — проводящий свыше миллиарда литров воды в день. Кольцо позволило бы направлять воду в какую угодно сторону, и любую часть трубопровода всегда можно было бы отключить для профилактики. С водоочистительной станции вода направлялась бы вниз по тоннелю, а потом насосом закачивалась прямо в уже действующие трубы или резервуары. Большая глубина залегания туннеля была продиктована наличием огромного числа коммуникаций, метрополитена, фундаментов и свай высотных зданий.
Обеспечить водой шесть миллионов человек нелегко: расход меняется не только от сезона к сезону, но и изо дня в день. Нужно постоянно поддерживать правильное давление и качество воды. Подобный контроль обеспечивается с помощью системы компьютерного управления стоимостью в 5 миллионов долларов.
В каждом колодце насос управляется отдельным компьютером; стоимость его работы минимальна благодаря дешёвому электричеству, полученному в часы затишья. Главные компьютеры в Хэмптоне, на западе Лондона, управляют всей сетью. По трубопроводу пролегает волоконно-оптический кабель; он посылает данные в компьютеры, а они передают их по замкнутой телесети.
Качество воды проверяется ежедневно, еженедельно и ежемесячно. «Контроль качества включает 60 обязательных проверок на 120 веществ. Вода проверяется на содержание, например, нитратов, микроэлементов, пестицидов и других химических веществ», — поясняется в газете «Таймс». Измерения производятся автоматически и передаются в главное компьютерное управление для расшифровки (и принятия мер, если это необходимо). Дегустаторы также периодически проверяют качество воды.
Темзенское водопроводное кольцо обеспечивает жителей Большого Лондона (площадь — 1500 квадратных километров) 583 миллионами литров питьевой воды в день. При работе на полную мощность оно будет отвечать нынешним потребностям лондонцев и гостей столицы примерно наполовину, при этом разгрузив другие источники водоснабжения.

## Притоки
Насчитывают 38 притоков Темзы, главные из которых Черн, Лич, Коул, Колн, Уиндраш, Эвелоуд, Чаруэлл, Ок, Тейм, Пэнг, Кеннет, Лоддон, Коулн, Уэй, Моул, Брент, Уэндл, Эффра, Уэстборн, Флит, Рейвенсборн (Дептфорд-крик), Ли, Дарент и Ингреборн.

## Перспективы
В устье Темзы строится офшорный парк ветряных установок London Array. Основными участниками проекта London Array являются немецкий концерн E.ON и его датский партнёр DONG. Проект курирует Британская ассоциация ветроэнергетики (BWEA).
С 2001 года ведётся планирование парка ветряных установок. 341 турбина будет производить ежегодно 1 ГВт электроэнергии — это потребности примерно четверти домов Лондона. Существуют амбициозные планы правительства страны: увеличить к 2020 году производственные мощности офшорных ветряных установок до 33 ГВт.

## Темза в литературе
- Джером Клапка Джером передал спокойствие Темзы в книге «Трое в лодке». В ней описывается, как три друга со своей собакой путешествовали вверх по реке от Кингстона-на-Темзе до Оксфорда. Повесть, написанная в 1889 году, переведена на многие языки и остаётся «классическим примером тонкого юмора».
- Другая известная книга, для детей и взрослых, — повесть «Ветер в ивах». В 1908 году Кеннет Грэм из Пангборна — города на берегу Темзы, завершил его написание. В этой придуманной истории повествуется о жизни животных, живущих у Темзы.
- В 2007 году увидела свет книга Питера Акройда «Темза: священная река». В присущей ему манере автор создал биографию реки: от истоков и до самого моря, от древнейших времён и до наших дней.